# 平山靖彦

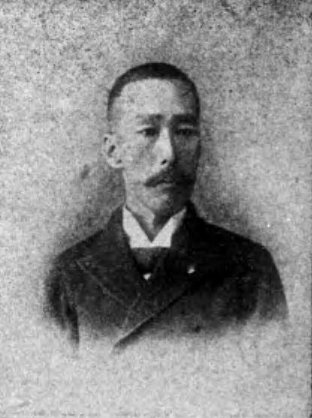
平山靖彦

平山 靖彦（ひらやま やすひこ、天保15年10月6日（1844年11月15日） - 1912年（大正元年）12月9日）は、日本の官僚、政治家。秋田・大分・佐賀県知事、衆議院議員、貴族院勅選議員、錦鶏間祗候。

## 略歴
広島藩士。成川大五郎の次男として生まれ、平山良太郎の養子となった。広島藩学問所（現：修道中学校・高等学校）にて学ぶ。明治維新後、大蔵省、内務省、広島県・奈良県書記官等を経て、帝国奈良博物館館長となる。
1892年（明治25年）、第2回衆議院議員総選挙広島1区に中央交渉部より出馬し当選。衆議院議員となり、同年から秋田県、大分県、佐賀県の各県知事を歴任。1900年12月28日、錦鶏間祗候に任じられる。1907年（明治40年）12月10日、貴族院議員に勅選され、死去するまで在任した。

## 栄典
- 1892年（明治25年）9月26日 - 正五位[5]
- 1897年（明治30年）5月31日 - 従四位[6]